# Nobel Biocare
A Nobel Biocare é uma empresa suíça, de origem sueca, vocacionada para a produção de implantes dentários. Foi fundada em 1981 na cidade sueca de Karlskoga, e está atualmente sediada na cidade suíça de Zurique. Conta com cerca de 2 500 empregados, e dispõe de fábricas na Suécia, Israel, Japão, Canadá e Estados Unidos.